# 长春师范大学
长春师范大学是位于吉林省长春市的一所公立大学，地址为长春市二道区长吉北路677号。
学校现有61个本科专业，覆盖人文学科、社会学科、理学、工学、管理学五大学科门类。拥有4个一级学科硕士学位授权点，36个二级学科硕士学位授权点。

## 历史沿革
- 1958年，创建长春师范专科学校。
- 1963年，更名为长春师范学校。
- 1981年，更名为长春师范学院。
- 1986年，隶属中国有色金属工业总公司。
- 1998年，中央与地方共建，以吉林省管理为主。
- 2013年，更名为长春师范大学

## 院系设置
长春师范大学现有20个院系。
- 汉语言文学学院
- 外国语学院
- 政法学院
- 历史学院
- 教育科学学院
- 国际交流学院
- 经济管理学院
- 音乐学院
- 传媒科学学院
- 美术学院
- 数学学院
- 物理学院
- 化学学院
- 生命科学学院
- 计算机科学与技术学院
- 城市与环境科学学院
- 体育学院
- 工程学院
- 初等教育学院
- 思想政治理论课教研部